# Фудбалска репрезентација Малте до 21 године
Фудбалска репрезентација Малте до 21 године је национални фудбалски тим Малте за играче млађе од 21 године и под контролом је фудбалског савеза Малте. Први пут се у квалификација појавила 1992. године и до данас није имала неког већег успеха. Никада се није пласирала на завршни турнир а највише бодова (5) је узела на квалификацијама 1996, 2006. и 2013. године.

## Резултати репрезентације

### Европско првенство до 21 године
| Резултати на завршном турниру | Резултати на завршном турниру | Резултати на завршном турниру | Резултати на завршном турниру | Резултати на завршном турниру | Резултати на завршном турниру | Резултати на завршном турниру | Резултати на завршном турниру | Резултати на завршном турниру |     | Резултати у квалификацијама | Резултати у квалификацијама | Резултати у квалификацијама | Резултати у квалификацијама | Резултати у квалификацијама | Резултати у квалификацијама | Резултати у квалификацијама |
| Година                        | Рунда                         | Од                            | П                             | Н                             | И                             | ДГ                            | ПГ                            | ГЛ                            | Од  | П                           | Н                           | И                           | ДГ                          | ПГ                          | ГЛ                          |                             |
| ----------------------------- | ----------------------------- | ----------------------------- | ----------------------------- | ----------------------------- | ----------------------------- | ----------------------------- | ----------------------------- | ----------------------------- | --- | --------------------------- | --------------------------- | --------------------------- | --------------------------- | --------------------------- | --------------------------- | --------------------------- |
| 1992.                         | Није се квалификовала         | Није се квалификовала         | Није се квалификовала         | Није се квалификовала         | Није се квалификовала         | Није се квалификовала         | Није се квалификовала         | Није се квалификовала         | 6   | 0                           | 0                           | 6                           | 5                           | 22                          | −17                         |                             |
| 1994.                         | Није се квалификовала         | Није се квалификовала         | Није се квалификовала         | Није се квалификовала         | Није се квалификовала         | Није се квалификовала         | Није се квалификовала         | Није се квалификовала         | 8   | 0                           | 0                           | 8                           | 1                           | 25                          | −24                         |                             |
| 1996                          | Није се квалификовала         | Није се квалификовала         | Није се квалификовала         | Није се квалификовала         | Није се квалификовала         | Није се квалификовала         | Није се квалификовала         | Није се квалификовала         | 10  | 1                           | 2                           | 7                           | 4                           | 25                          | −21                         |                             |
| 1998                          | Није се квалификовала         | Није се квалификовала         | Није се квалификовала         | Није се квалификовала         | Није се квалификовала         | Није се квалификовала         | Није се квалификовала         | Није се квалификовала         | 8   | 0                           | 0                           | 8                           | 0                           | 29                          | −29                         |                             |
| 2000                          | Није се квалификовала         | Није се квалификовала         | Није се квалификовала         | Није се квалификовала         | Није се квалификовала         | Није се квалификовала         | Није се квалификовала         | Није се квалификовала         | 8   | 1                           | 0                           | 7                           | 8                           | 23                          | −15                         |                             |
| 2002                          | Није се квалификовала         | Није се квалификовала         | Није се квалификовала         | Није се квалификовала         | Није се квалификовала         | Није се квалификовала         | Није се квалификовала         | Није се квалификовала         | 10  | 0                           | 4                           | 6                           | 5                           | 20                          | −15                         |                             |
| 2004                          | Није се квалификовала         | Није се квалификовала         | Није се квалификовала         | Није се квалификовала         | Није се квалификовала         | Није се квалификовала         | Није се квалификовала         | Није се квалификовала         | 8   | 0                           | 1                           | 7                           | 0                           | 13                          | −13                         |                             |
| 2006                          | Није се квалификовала         | Није се квалификовала         | Није се квалификовала         | Није се квалификовала         | Није се квалификовала         | Није се квалификовала         | Није се квалификовала         | Није се квалификовала         | 10  | 1                           | 2                           | 7                           | 3                           | 16                          | −13                         |                             |
| 2007                          | Није се квалификовала         | Није се квалификовала         | Није се квалификовала         | Није се квалификовала         | Није се квалификовала         | Није се квалификовала         | Није се квалификовала         | Није се квалификовала         | 2   | 0                           | 0                           | 2                           | 2                           | 4                           | −2                          |                             |
| 2009                          | Није се квалификовала         | Није се квалификовала         | Није се квалификовала         | Није се квалификовала         | Није се квалификовала         | Није се квалификовала         | Није се квалификовала         | Није се квалификовала         | 8   | 1                           | 0                           | 7                           | 3                           | 24                          | −21                         |                             |
| 2011                          | Није се квалификовала         | Није се квалификовала         | Није се квалификовала         | Није се квалификовала         | Није се квалификовала         | Није се квалификовала         | Није се квалификовала         | Није се квалификовала         | 8   | 0                           | 0                           | 8                           | 0                           | 13                          | −13                         |                             |
| 2013                          | Није се квалификовала         | Није се квалификовала         | Није се квалификовала         | Није се квалификовала         | Није се квалификовала         | Није се квалификовала         | Није се квалификовала         | Није се квалификовала         | 10  | 1                           | 2                           | 7                           | 8                           | 23                          | −15                         |                             |
| 2015                          | Није се квалификовала         | Није се квалификовала         | Није се квалификовала         | Није се квалификовала         | Није се квалификовала         | Није се квалификовала         | Није се квалификовала         | Није се квалификовала         | 8   | 0                           | 0                           | 8                           | 2                           | 30                          | −28                         |                             |
| Укупно                        | 0/13                          |                               |                               |                               |                               |                               |                               |                               | 104 | 5                           | 11                          | 88                          | 41                          | 267                         | −226                        |                             |